# تيم ريد
تيم ريد (بالإنجليزية: Tim Reid)‏ هو منتج أفلام وكاتب سيناريو ومخرج وممثل أمريكي، ولد في 19 ديسمبر 1944 في الولايات المتحدة.

## أعمال

### أفلام
- (1975) الحورية الصغيرة
- (2007) فيلم The Trade[5]

### مسلسلات
- سيمون وسيمون

## وصلات خارجية
- تيم ريد على موقع IMDb (الإنجليزية)
- تيم ريد على موقع ألو سيني (الفرنسية)
- تيم ريد على موقع أول موفي (الإنجليزية)
- تيم ريد على موقع قاعدة بيانات الأفلام السويدية (السويدية)
- تيم ريد على موقع إن إن دي بي (الإنجليزية)
- تيم ريد على موقع قاعدة بيانات الفيلم (الإنجليزية)
- تيم ريد على موقع كينوبويسك (الروسية)